# 1953 v letectví
Tento článek obsahuje seznam událostí souvisejících s letectvím, které proběhly roku 1953.

## Události

### Březen
- 10. března – československý MiG-15 sestřeluje v souboji nad Merklínem československém vzdušném prostoru Republic F-84 Thunderjet USAF

### Červen
- 30. června – SNCASO S.O. 4000 (prototyp stíhacího bombardéru Sud Vautour) jako první evropský letoun překonává v mírně klesavém letu rychlost zvuku

### Červenec
- 27. července – konec Korejské války

## První lety

### Leden
- 5. ledna – Ambrosini Sagittario
- 20. ledna – Mjasiščev M-4

### Březen
- 2. března – Sud-Ouest SO 9000 Trident
- 7. března – Iljušin Il-40

### Duben
- 9. dubna – Convair XF2Y-1
- 14. dubna – Kamov Ka-15

### Květen
- 16. května – Leduc 021
- 25. května – North American YF-100A

### Červen
- 14. června – Blackburn Beverley
- 19. června – Piaggio P.149

### Srpen
- 1. srpna – SNCASE SE-5000 Baroudeur

### Září
- Lualdi-Tassotti ES 53
- Mooney M20
- 3. září – Pilatus P-3

### Říjen
- 8. října – Zlín Z-126
- 13. října – Short Seamew
- 14. října – North American X-10[1]
- 24. října – Convair YF-102

### Prosinec
- 14. prosince – Miles Sparrowjet
- 24. prosince – Aero L-60 Brigadýr